# Athyrma javanica
Athyrma javanica là một loài bướm đêm trong họ Erebidae.